# Silnowo
Silnowo is een dorp in de Poolse woiwodschap West-Pommeren. De plaats maakt deel uit van de gemeente Borne Sulinowo en telt 300 inwoners.

## Verkeer en vervoer
- Station Silnowo